# Clube Esportivo Aimoré
Il Clube Esportivo Aimoré, meglio noto come Aimoré, è una società calcistica brasiliana con sede nella città di São Leopoldo, nello stato del Rio Grande do Sul.

## Storia
Il club è stato fondato il 26 marzo 1936. L'Aimoré ha chiuso il suo reparto di calcio nel 1996, riaprendolo successivamente dieci anni più tardi, nel 2006. Ha vinto il Campeonato Gaúcho Série B nel 2012.

## Palmarès

### Competizioni statali
- Campeonato Gaúcho Série B: 1

2012